# Escrime aux Jeux paralympiques d'été de 1976
Navigation
Heidelberg 1972 Arnhem 1980
La compétition d'escrime des Jeux paralympiques d'été de 1976 se déroulent dans la ville de Toronto. Quatorze épreuves y sont organisées.

## Résultats

### Podiums masculins
| Épreuves                     | Or                                                                  | Argent                                                          | Bronze                                                           |
| ---------------------------- | ------------------------------------------------------------------- | --------------------------------------------------------------- | ---------------------------------------------------------------- |
| Épée individuel cat. 2-3     | Terry Willett (GBR)                                                 | Mohamed Benamar (FRA)                                           | Giuliano Koten (ITA)                                             |
| Épée individuel cat. 4-5     | Pierre Prestat (FRA)                                                | Cyril Thomas (GBR)                                              | John Clarke (GBR)                                                |
| Épée par équipes open        | France Mohamed Benamar Christian Lachaud Pierre Prestat Herbert Sok | Grande-Bretagne John Clarke M. Kelly Cyril Thomas Terry Willett | Italie Giuliano Koten Vittorio Loi Roberto Marson Oliver Venturi |
| Fleuret individuel "novices" | Christian Lachaud (FRA)                                             | Marc Toper (FRA)                                                | H. Wardle (GBR)                                                  |
| Fleuret individuel cat. 2-3  | Hans-Joachim Böhm (FRG)                                             | Vittorio Loi (ITA)                                              | V. Ross (GBR)                                                    |
| Fleuret individuel cat. 4-5  | Dieter Leicht (FRG)                                                 | Aimé Planchon (FRA)                                             | Herbert Sok (FRA)                                                |
| Fleuret par équipes open     | Allemagne de l'Ouest Hans-Joachim Böhm Juhlke Dieter Leicht         | France Christian Lachaud Aimé Planchon Marc Toper               | Italie Giovanni Ferraris Giuliano Koten Vittorio Loi             |
| Sabre individuel cat. 2-3    | André Hennaert (FRA)                                                | M. Kelly (GBR)                                                  | Frank Jespers (BEL) T. Willett (GBR)                             |
| Sabre individuel cat. 4-5    | Cyril Thomas (GBR)                                                  | Pierre Prestat (FRA)                                            | Aimé Planchon (FRA)                                              |
| Sabre par équipes open       | France André Hennaert Aimé Planchon Pierre Prestat                  | Grande-Bretagne M. Kelly Cyril Thomas Terry Willett             |                                                                  |

### Podiums féminins
| Épreuves                     | Or                                                  | Argent                                               | Bronze                                               |
| ---------------------------- | --------------------------------------------------- | ---------------------------------------------------- | ---------------------------------------------------- |
| Fleuret individuel "novices" | Martine Favarcq (FRA)                               | Winckelmann (FRG)                                    |                                                      |
| Fleuret individuel cat. 2-3  | J. Swann (GBR)                                      | Alice Verhee (BEL)                                   | Ayala Malchan (ISR)                                  |
| Fleuret individuel cat. 4-5  | Josette Merckx (FRA)                                | Rachel Tassa (ISR)                                   | Carol Bryant (GBR)                                   |
| Fleuret par équipes open     | Israël Ayala Malchan Margalit Peretz Chemda Shevach | France Martine Favarcq Josette Merckx Maguy Ramousse | Grande-Bretagne Valerie Robertson J. Swann P. Waller |

### Tableau des médailles
| Rang  | Nation               | Or | Argent | Bronze | Total |
| ----- | -------------------- | -- | ------ | ------ | ----- |
| 1     | France               | 7  | 6      | 2      | 15    |
| 2     | Grande-Bretagne      | 3  | 4      | 6      | 13    |
| 3     | Allemagne de l'Ouest | 3  | 1      | 0      | 4     |
| 4     | Israël               | 1  | 1      | 1      | 3     |
| 5     | Italie               | 0  | 1      | 3      | 4     |
| 6     | Belgique             | 0  | 1      | 1      | 2     |
| Total | Total                | 14 | 14     | 13     | 41    |